# 시하라산
시하라산(러시아어: Шхaрa, 조지아어: შხარა)은 조지아에서 가장 높은 산으로, 볼쇼이캅카스산맥 중앙부, 옐브루스산 남동쪽에 위치한다. 조지아와 러시아의 국경에 있으며, 캅카스산맥에서는 세 번째로 높다.

## 같이 보기
- 최고 고도순 나라 목록